# Allotraeus pallidipennis
Allotraeus pallidipennis är en skalbaggsart som beskrevs av Nobuo Ohbayashi 1958. Allotraeus pallidipennis ingår i släktet Allotraeus och familjen långhorningar. Inga underarter finns listade i Catalogue of Life.